# John Briggs Hayes
John Briggs Hayes, ameriški admiral, * 30. avgust 1924, Jamestown, New York, † 17. januar 2001, Florida Keys.